# CA Atenas
Club Atlético Atenas – urugwajski klub piłkarski założony 1 maja 1928, z siedzibą w mieście San Carlos w departamencie Maldonado.

## Historia
Klub założony został 1 maja 1928 i gra obecnie w drugiej lidze urugwajskiej Segunda división uruguaya.

## Osiągnięcia
- Mistrzostwo Urugwaju klubów spoza Montevideo (Copa El País) (4): 1965, 1975, 1976, 2001